# موريس ديون
موريس ديون هو سياسي كندي، ولد في أغسطس 1936 في باث في كندا، وتوفي في 17 نوفمبر 2003 في ميراميتشي ‏ في كندا. نشط حزبياً في الحزب الليبرالي الكندي. وقد انتخب عضو مجلس العموم الكندي.